# والتر دال (طيار ألماني)
والتر دال (بالألمانية: Walther Dahl)‏ هو طيار مقاتل ألماني، ولد في 27 مارس 1916 في Lug, Germany ‏ في ألمانيا، وتوفي في 25 نوفمبر 1985 في هايدلبرغ في ألمانيا.